# 新村駅 (長野県)
新村駅（にいむらえき）は、長野県松本市大字新村にあるアルピコ交通上高地線の駅である。駅番号はAK-08。駅構内に新村車両所が併設されている。

## 歴史
開業時以来の駅舎が使用されてきたが、2012年（平成24年）3月24日から新駅舎の使用が開始された。旧駅舎は処遇が決まるまで存置されていたが、2017年（平成29年）3月に解体された。

### 年表
- 1921年（大正10年）10月2日：松本駅 - 当駅間開業により筑摩鉄道の駅として開業[1]。
- 1922年（大正11年）
  - 5月10日：当駅 - 波多駅（現：波田駅）間を延伸開業[4]。
  - 9月：波多駅（現：波田駅） - 島々駅間を延伸開業[4]。
  - 10月31日：筑摩電気鉄道に社名変更。
- 1932年（昭和7年）12月2日：松本電気鉄道に社名変更。
- 2011年（平成23年）4月1日：アルピコ交通に社名変更。
- 2012年（平成24年）3月24日：新駅舎使用開始。
- 2017年（平成29年）3月下旬：旧駅舎解体[3]。
- 2021年（令和3年）
  - 8月15日：大雨の影響で西松本駅 - 渚駅間にある田川橋梁橋梁が被災して運休。
  - 8月16日：松本駅 - 当駅駅間にてバス代行を開始。
  - 10月8日：渚駅 - 新島々駅間で列車の運行を再開、これに伴い当駅における代行バスの運転を終了。松本駅 - 渚駅間の代行バスは継続。

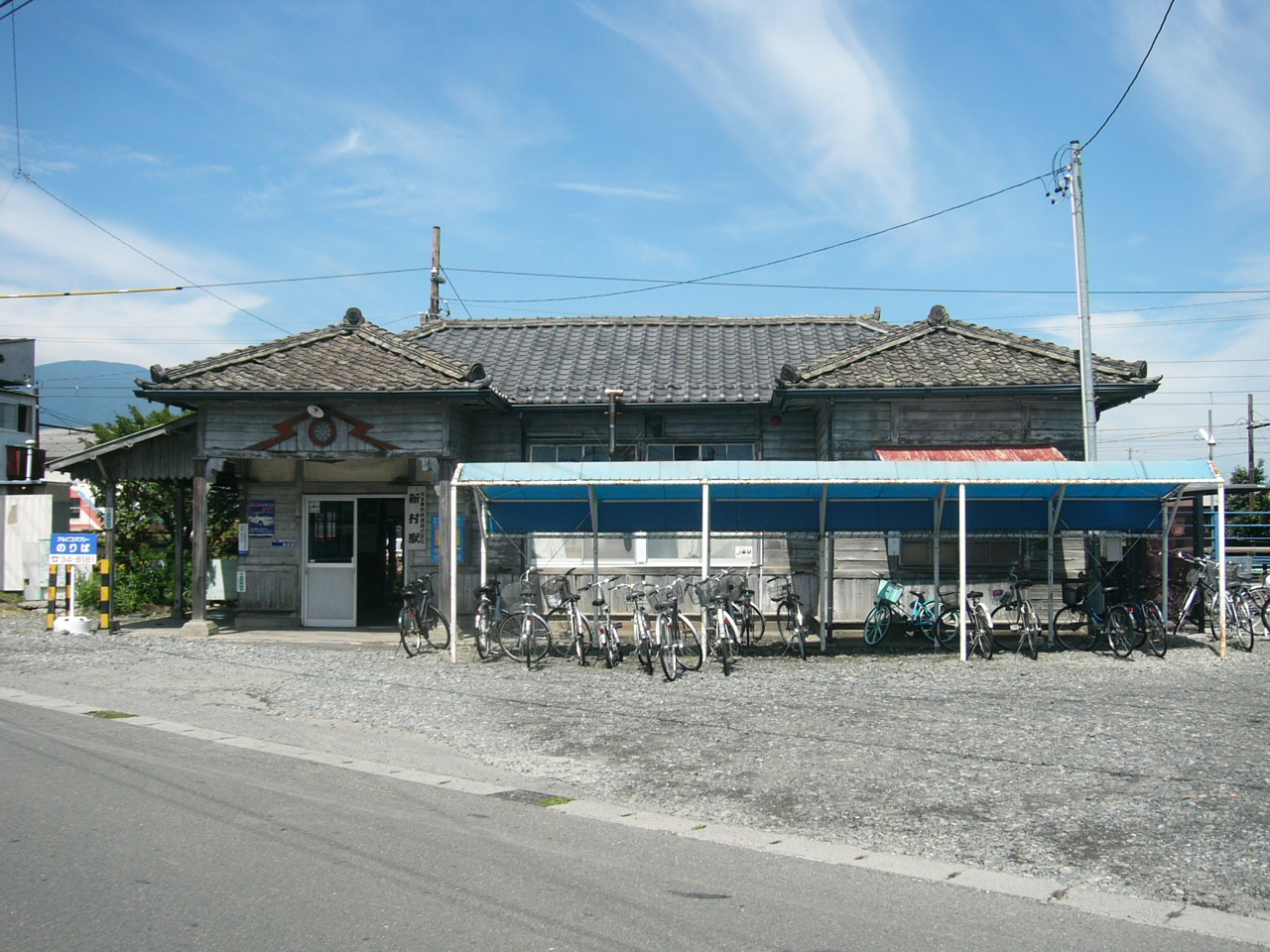
初代駅舎（2006年9月）
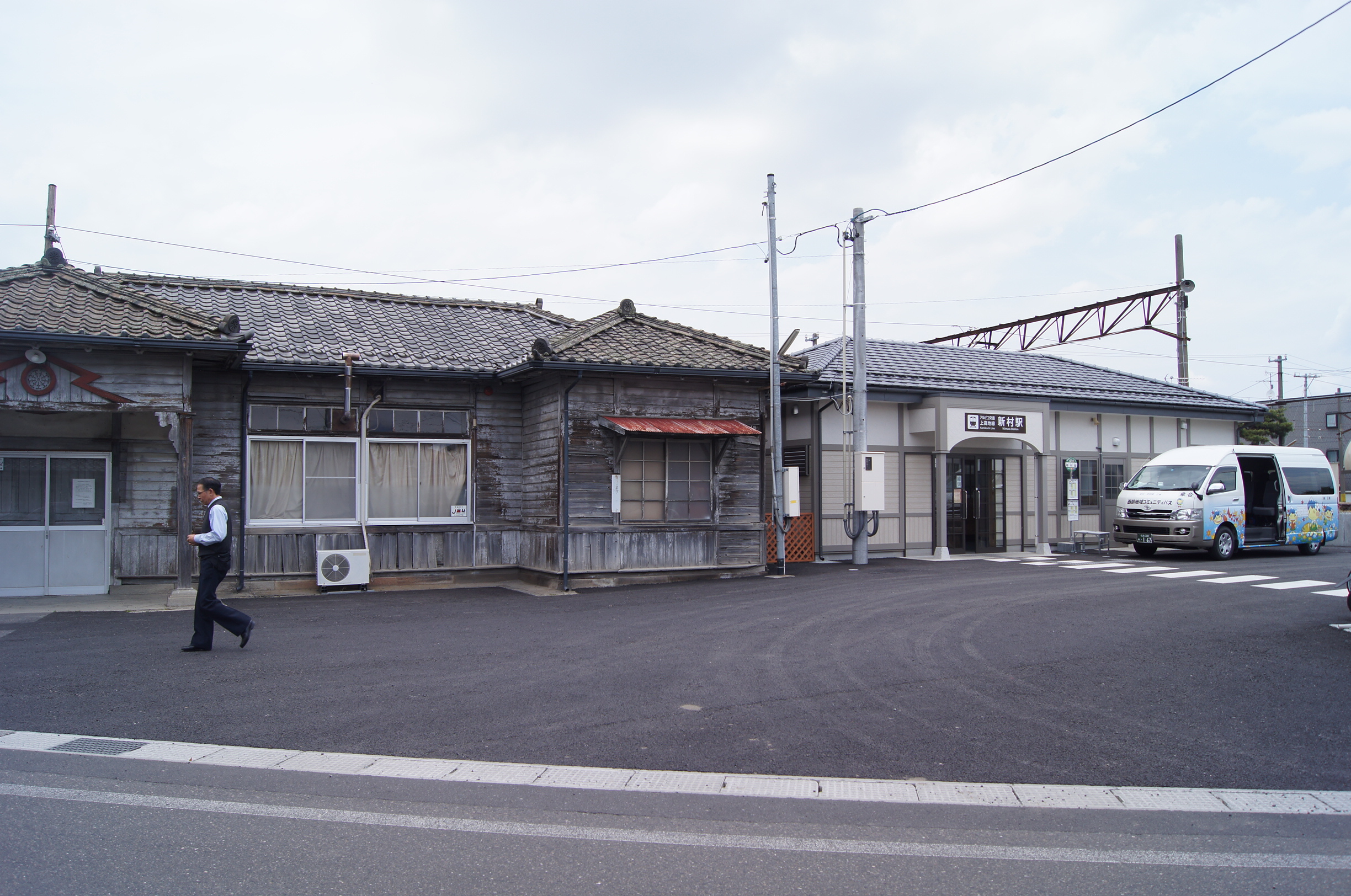
しばらくは新旧駅舎が並んでいた（2012年6月）

## 駅構造
島式ホーム1面2線を有する地上駅になっている。ホーム上に屋根付きの待合所と旧筑摩電気鉄道時代のデザインの駅名標がある。跨線橋はなく、駅舎からホームへは構内踏切を介して連絡する構造。直営駅である
窓口の営業時間は7時20分から15時05分までだが、その間の11時45分から12時15分まで休止時間がある。待合室は5時40分から23時30分まで利用可能である。駅員配置駅だが駅員不在の時間帯は無人駅扱いとなる。サイクルトレイン（予約制）の乗降可能な駅の１つである。

### のりば
| 番線 | 路線      | 方向 | 行先               |
| ---- | --------- | ---- | ------------------ |
| 1    | ■上高地線 | 下り | 波田・新島々方面   |
| 2    | ■上高地線 | 上り | 信濃荒井・松本方面 |

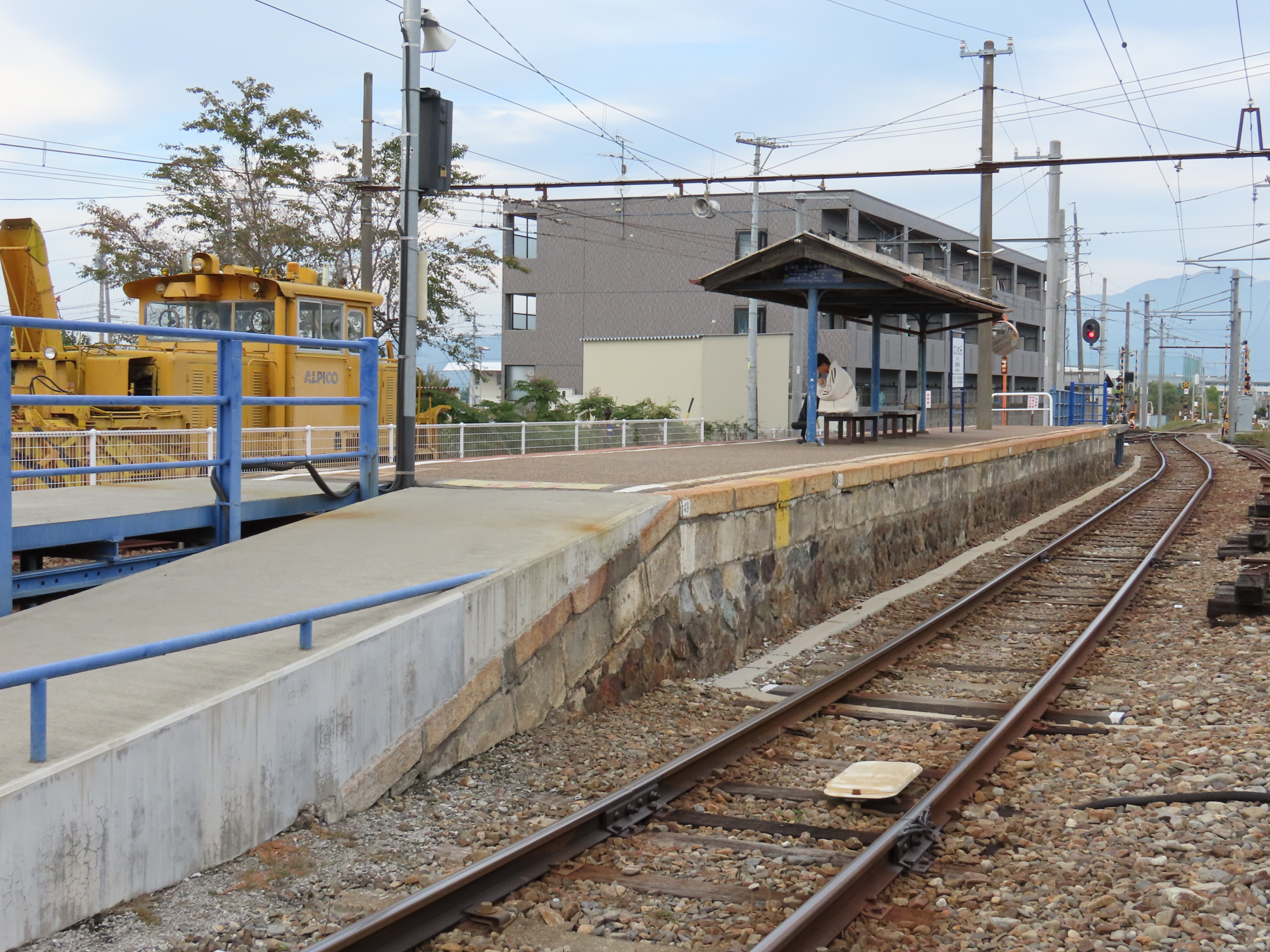
ホーム（2024年10月）
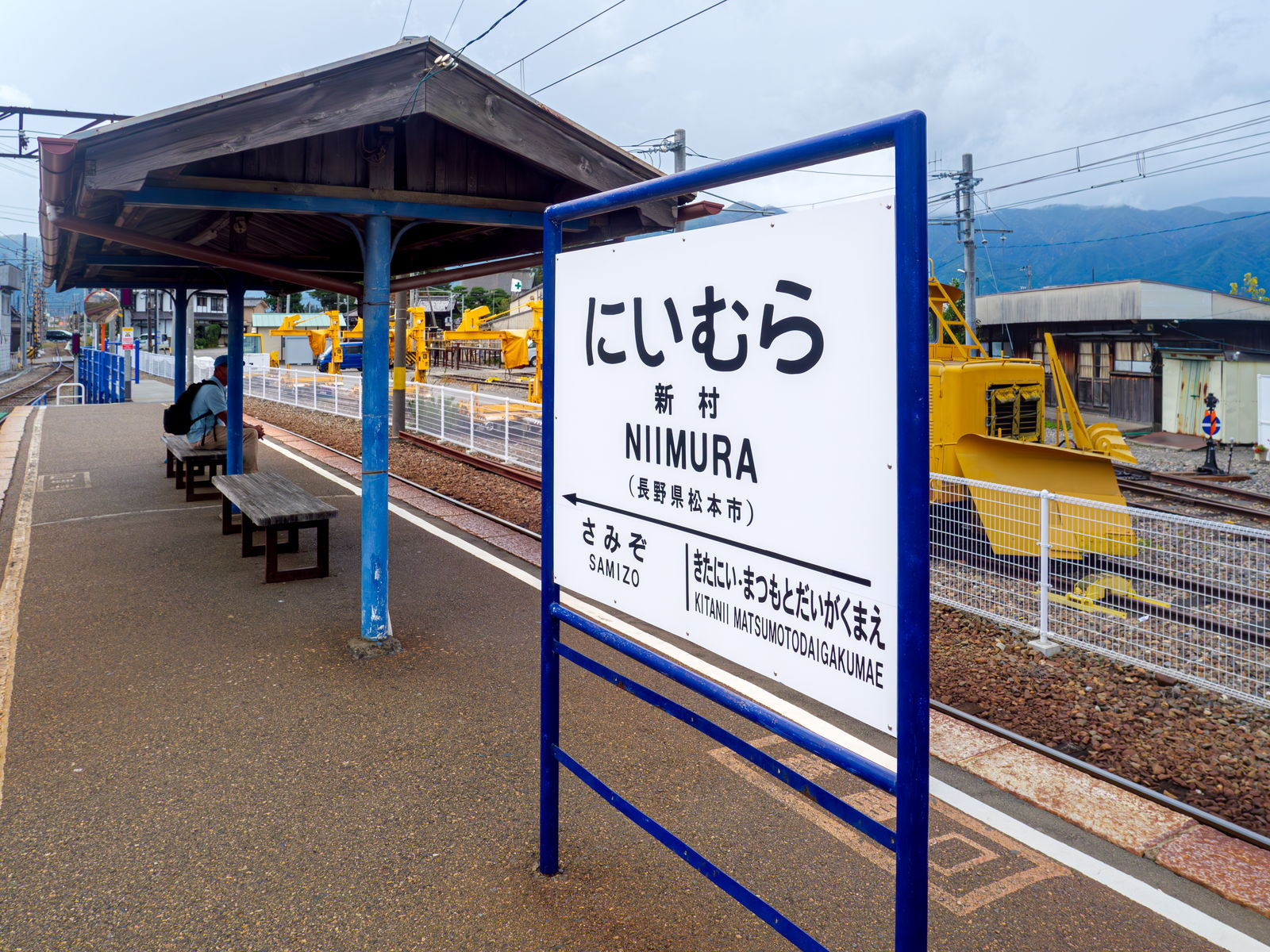
駅名標（2024年10月）
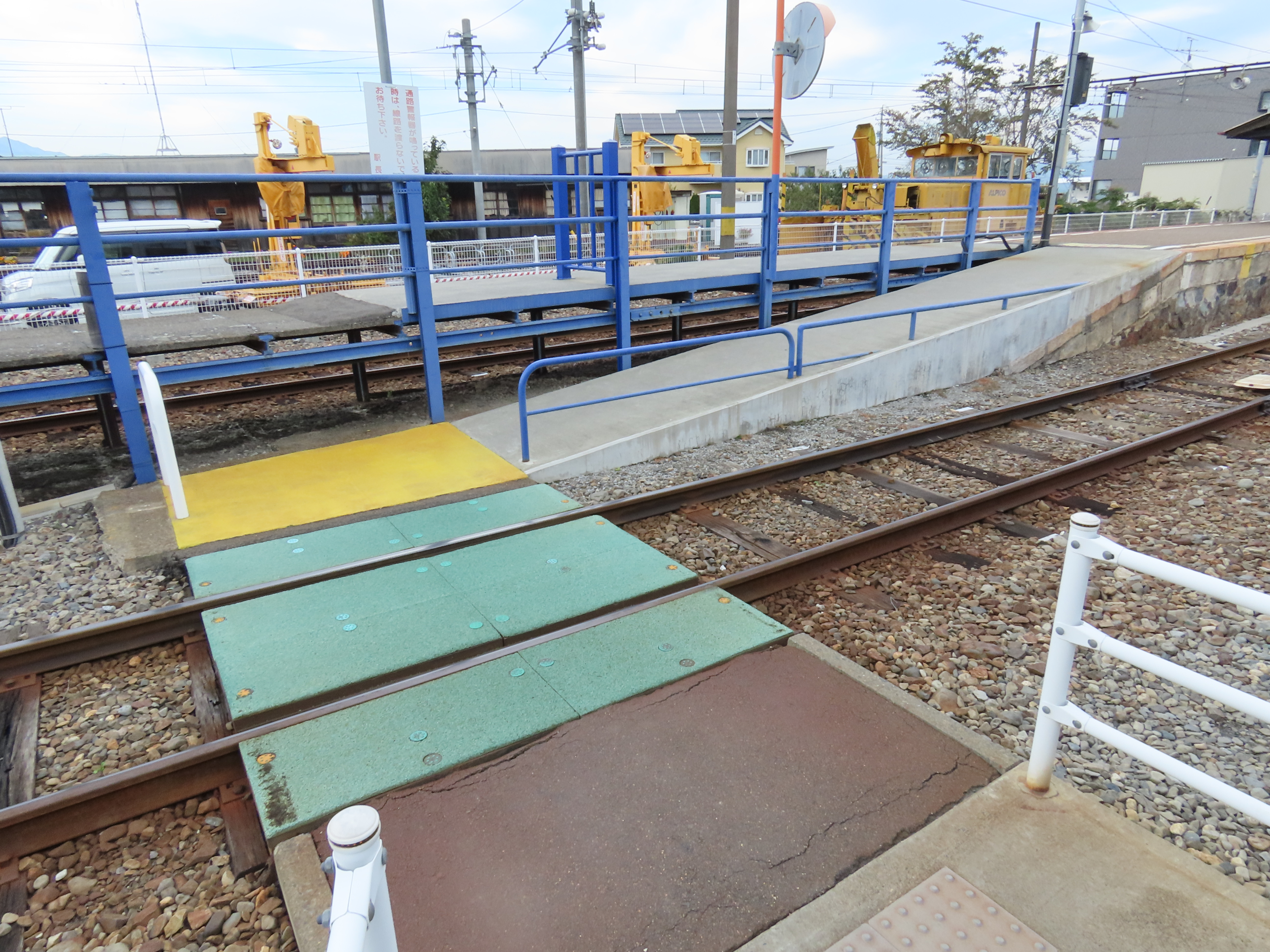
構内踏切とスロープ（2024年10月）
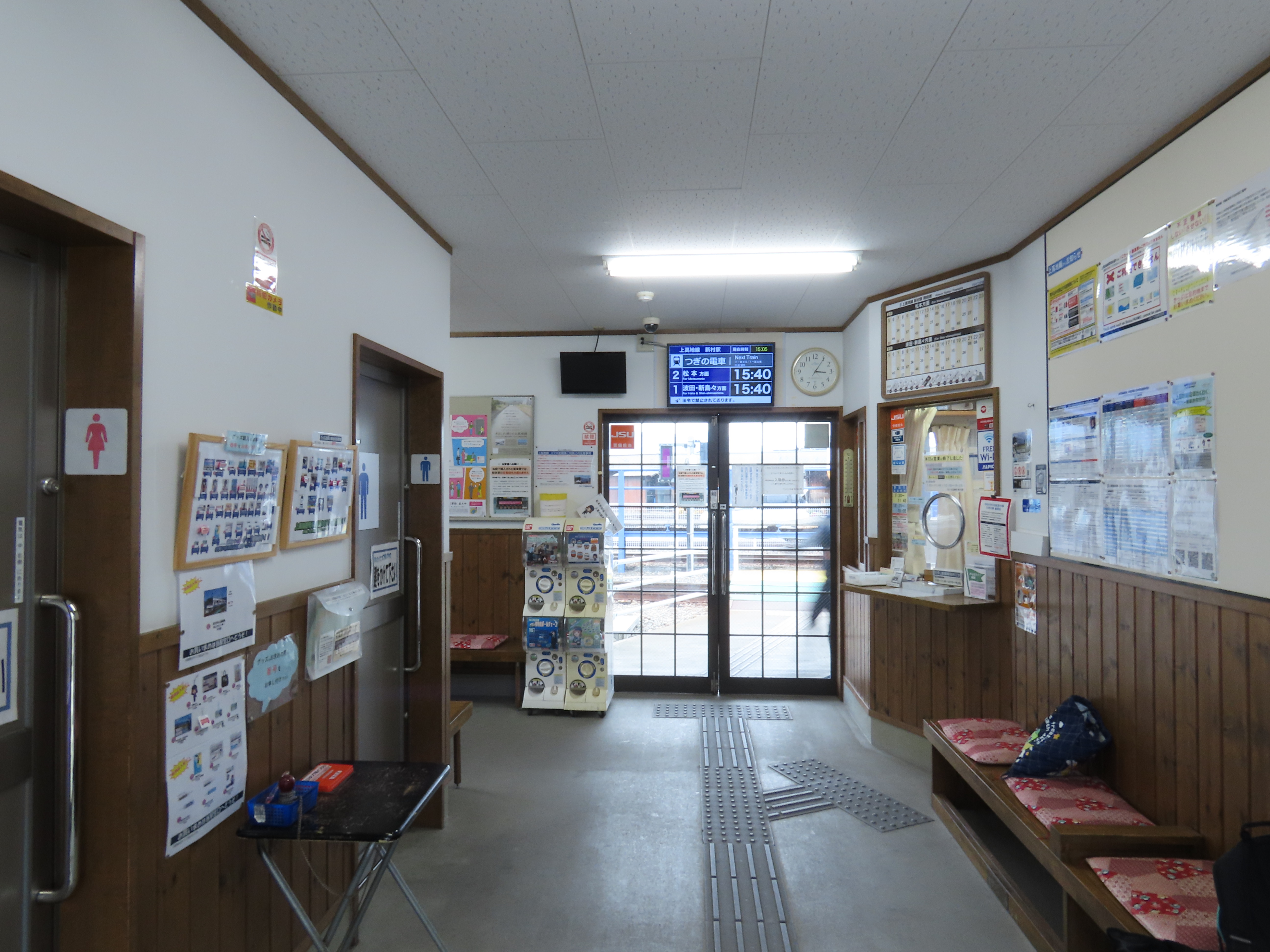
駅舎内（2024年10月）
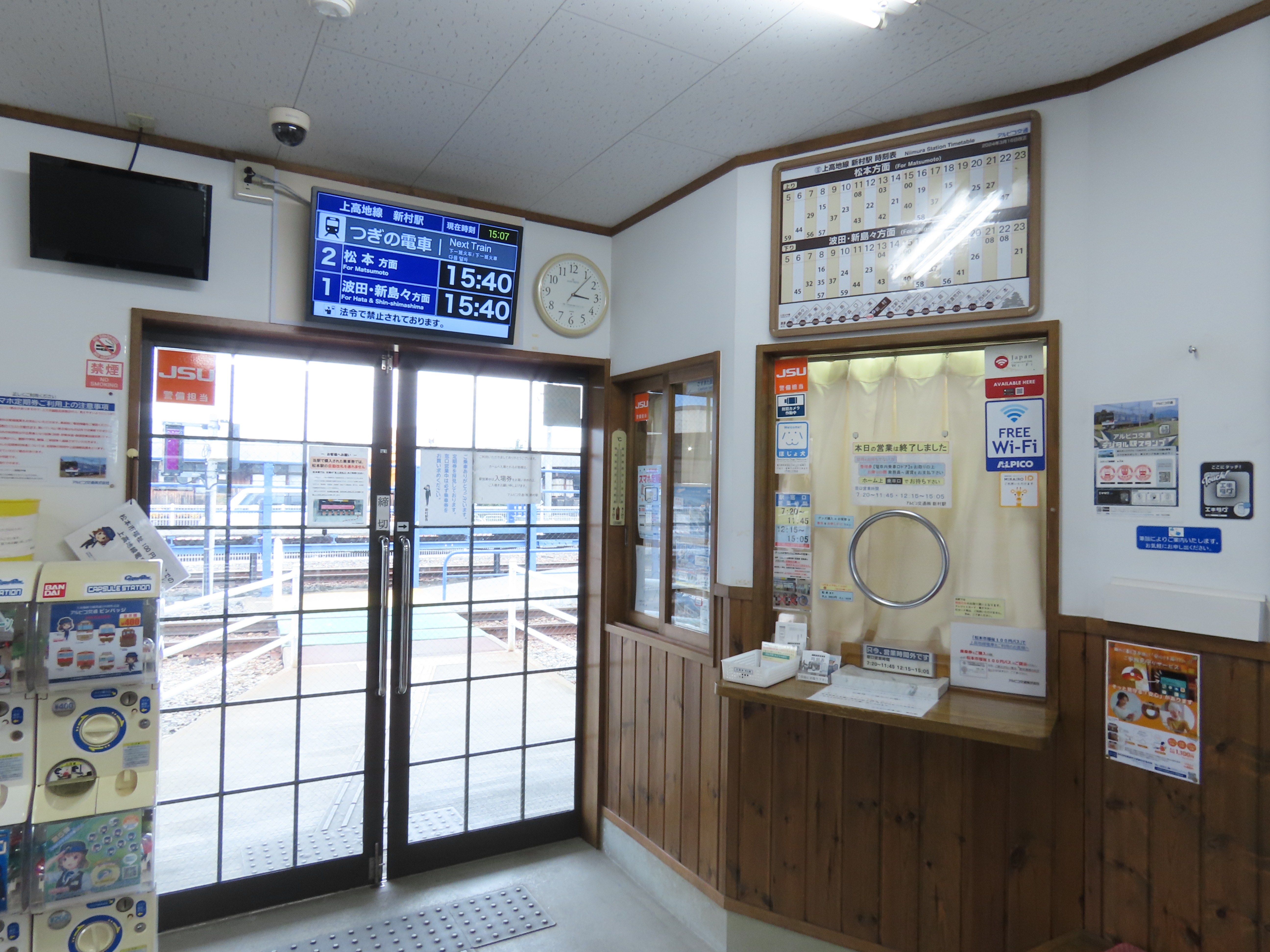
駅窓口（2024年10月）
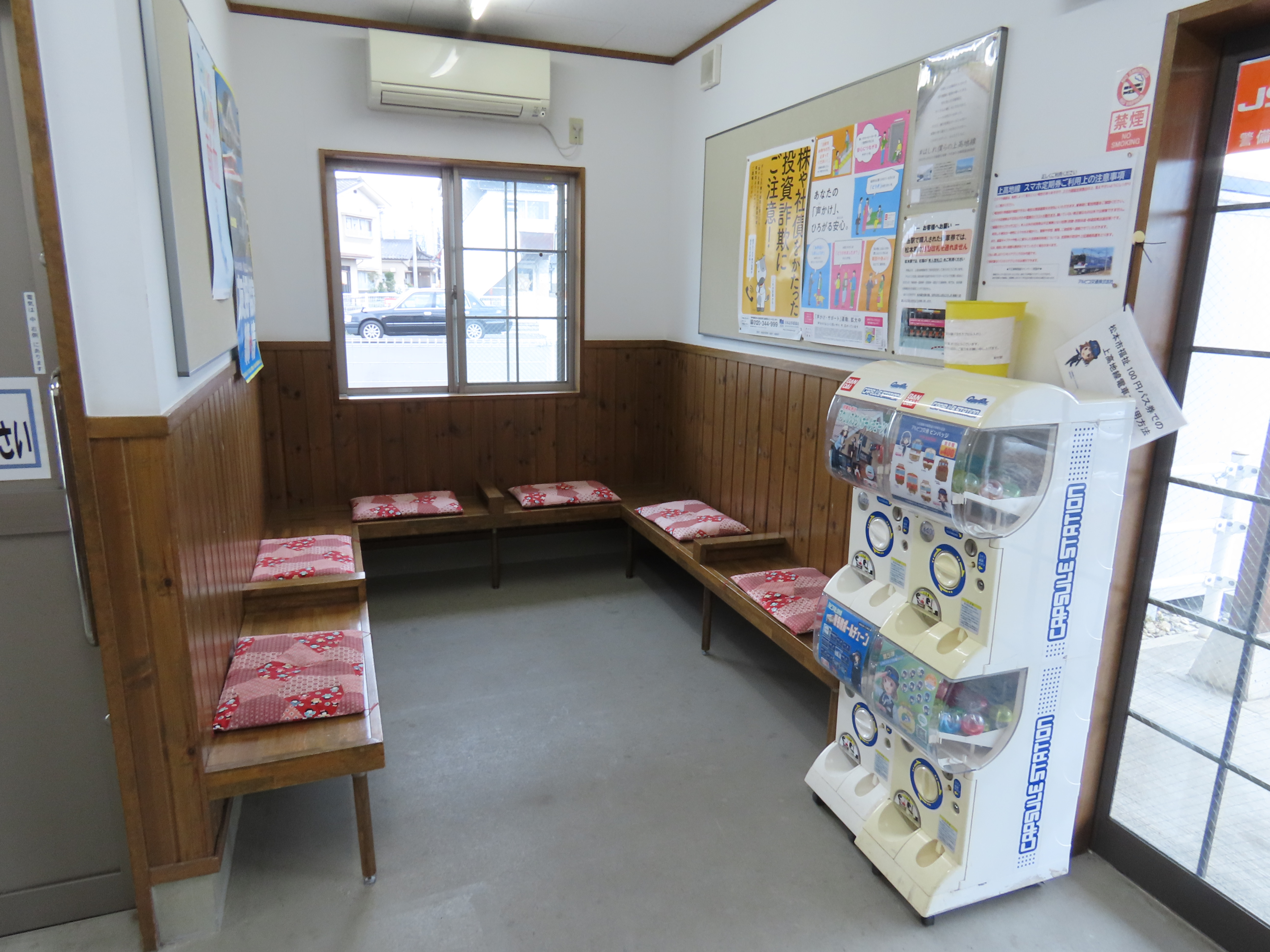
待合室（2024年10月）
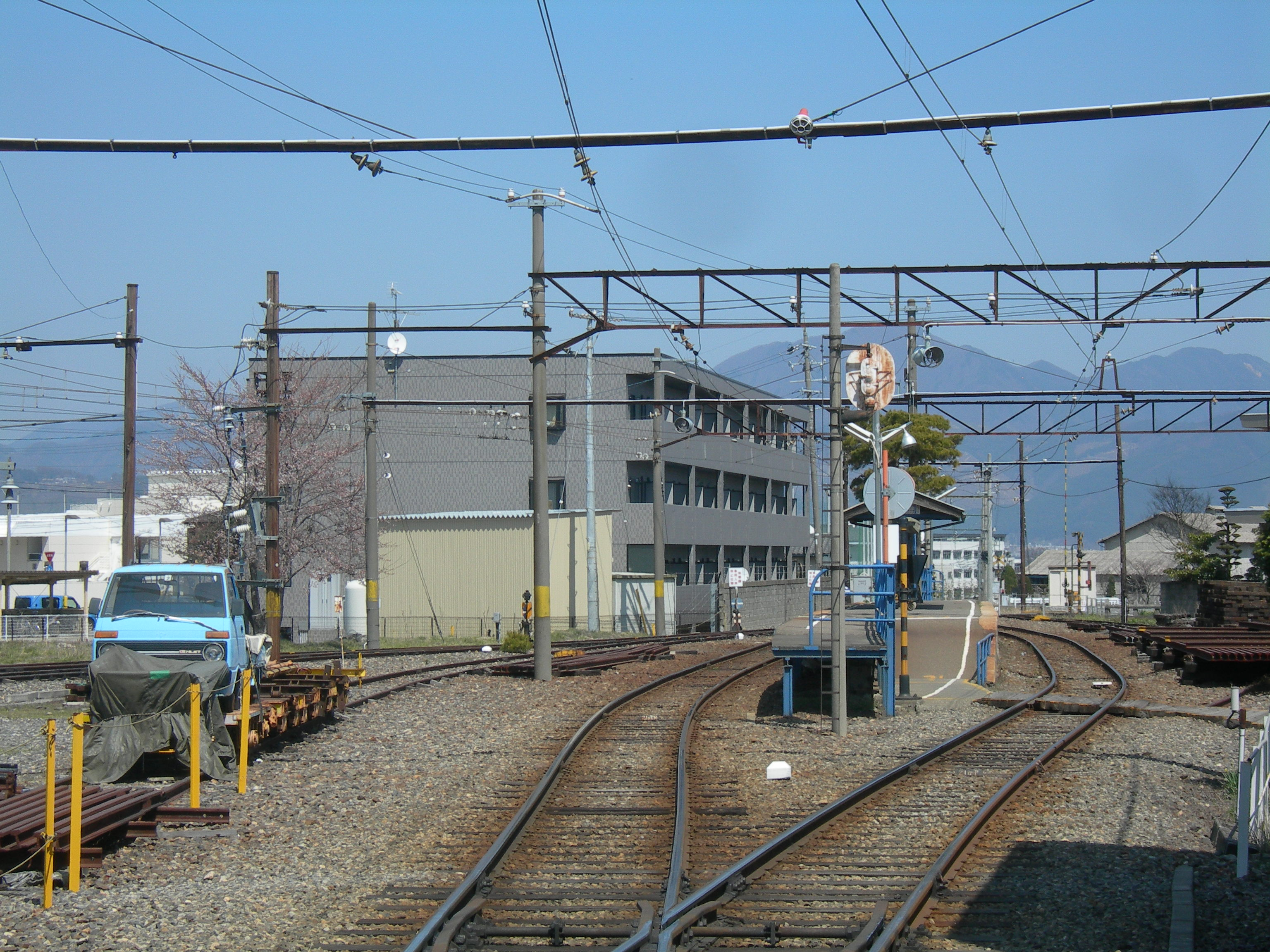
駅構内（2009年4月）

## 新村車両所

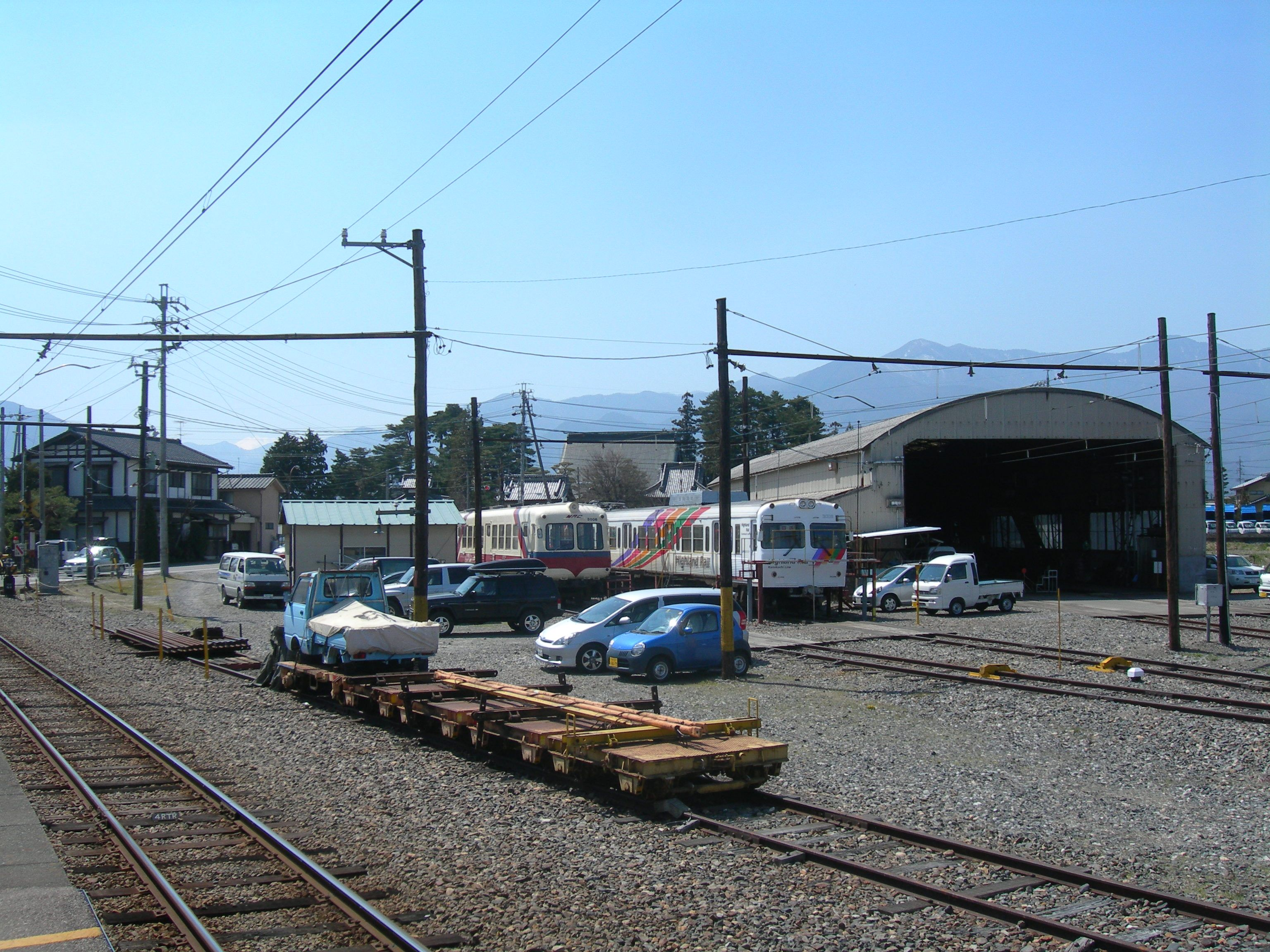
新村車両所（2009年4月）

駅に隣接して上高地線の車両基地（新村車両所）を有し、留置線がある。毎年3月下旬の休日には構内にて上高地線ふるさと鉄道まつりが開催され車両所敷地内を一般開放する。新村車庫には、かつて使用されていた日本国有鉄道（鉄道院）の最初の電車「ハニフ1」が保管されていたが、2007年にさいたま市に開館した鉄道博物館に寄贈された。ハニフ１は、2007年3月21日夜にトレーラー輸送で当駅を離れたが、寄贈が決まった2006年年末から2007年3月の搬送までの土・日曜日（年末年始期間と悪天候による公開中止もあった）に一般公開を実施。最初の2日は車内に立ち入ることができたが、予想以上に傷みが発生する懸念が出たため、安全上の理由からその後は外側から見るだけに変更された。搬送日には式典と最後の一般公開が実施され、イベント終了後に輸送準備が実施された。
また、同所には5000形（元東急初代5000系）5005-5006編成も保存されており、2011年（平成23年）には東急時代の緑一色に復元されたが、2020年（令和2年）3月に搬出され、群馬県前橋市富士見町赤城高原で保存されている東急デハ3450形3499号車の隣へ移設された。
現在は凸型電気機関車のED301のみが保存されている。

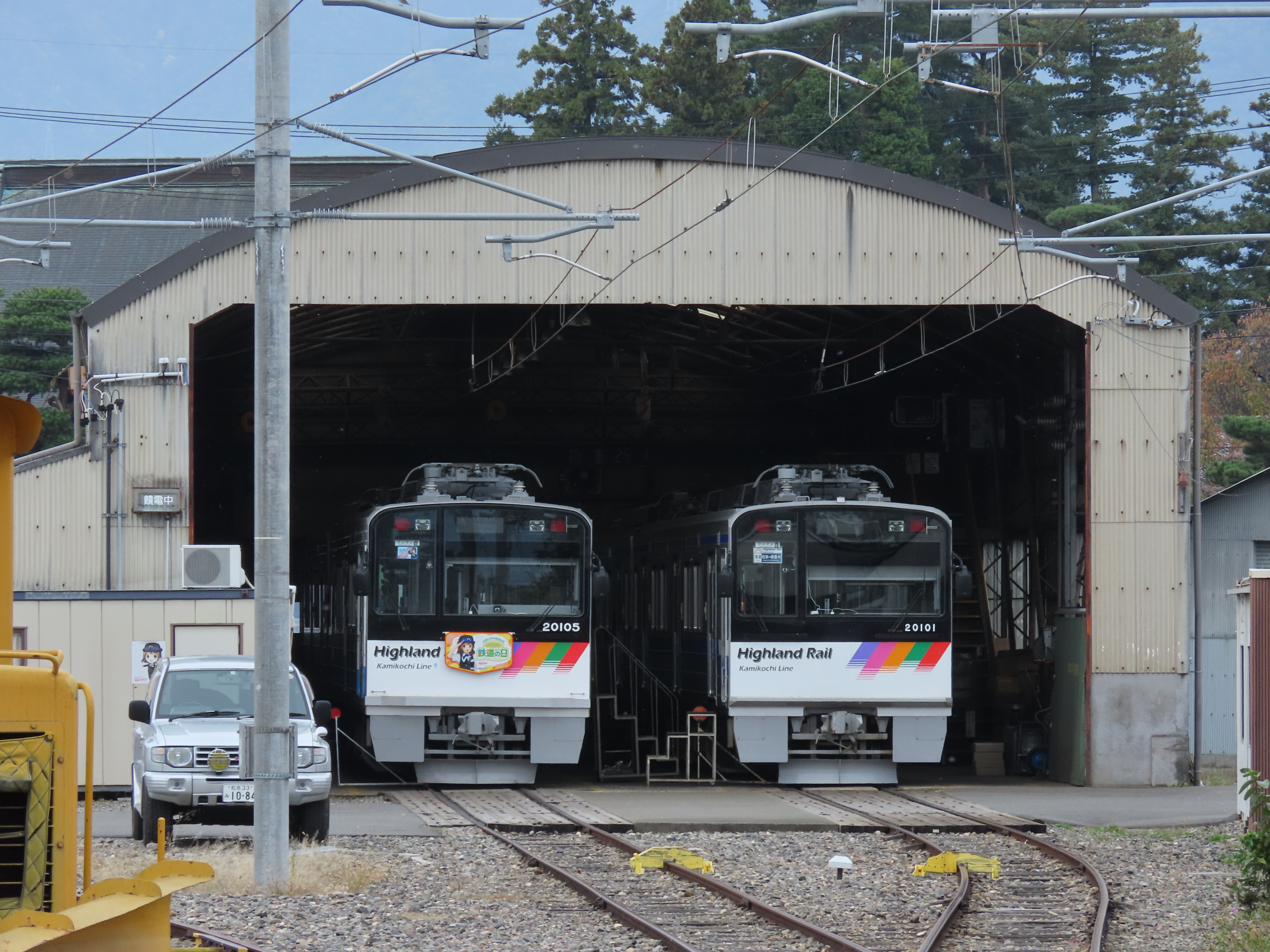
車庫（2024年10月）
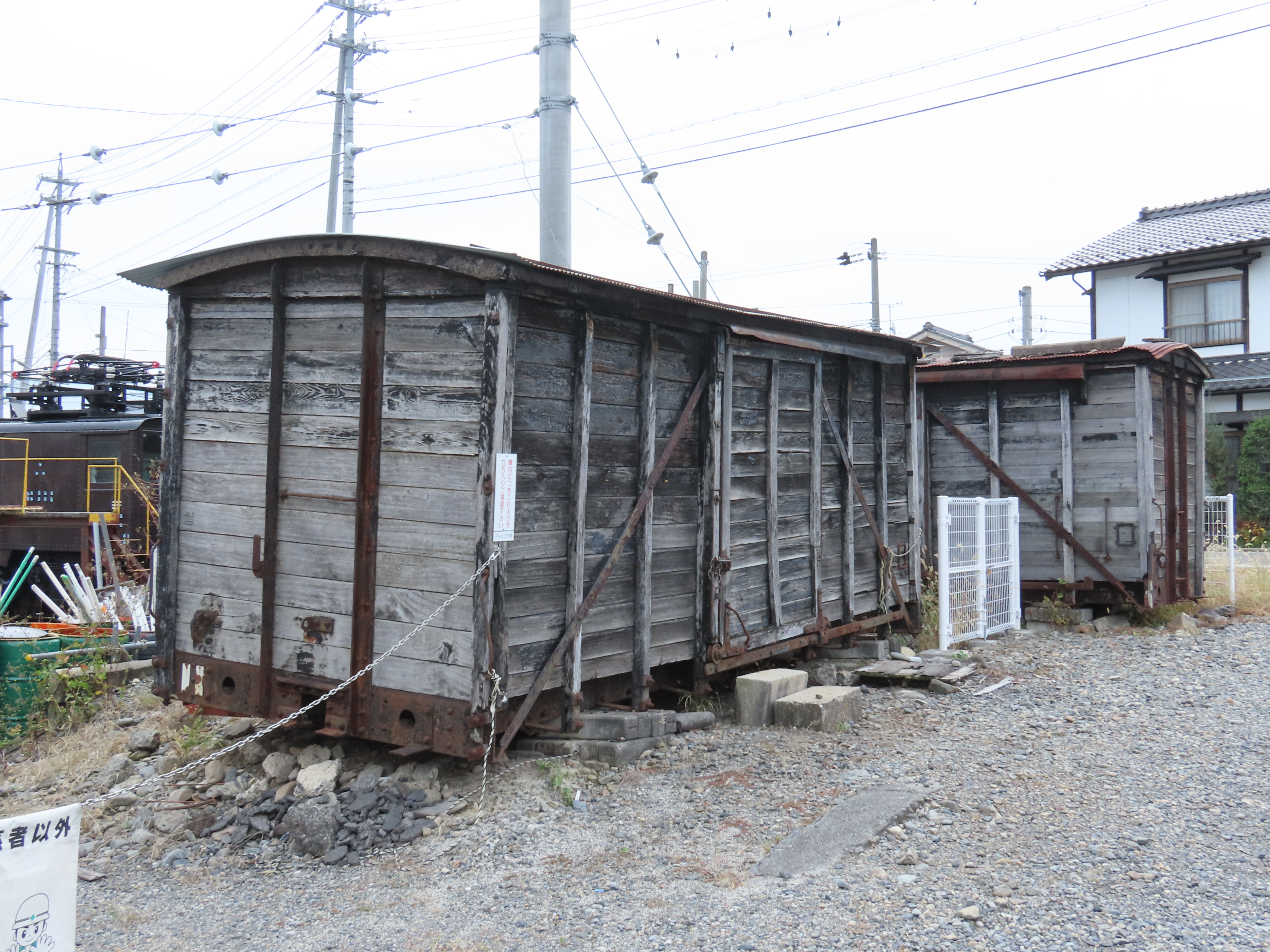
倉庫に使用される木造貨車ワ1・ワ2（2024年10月）
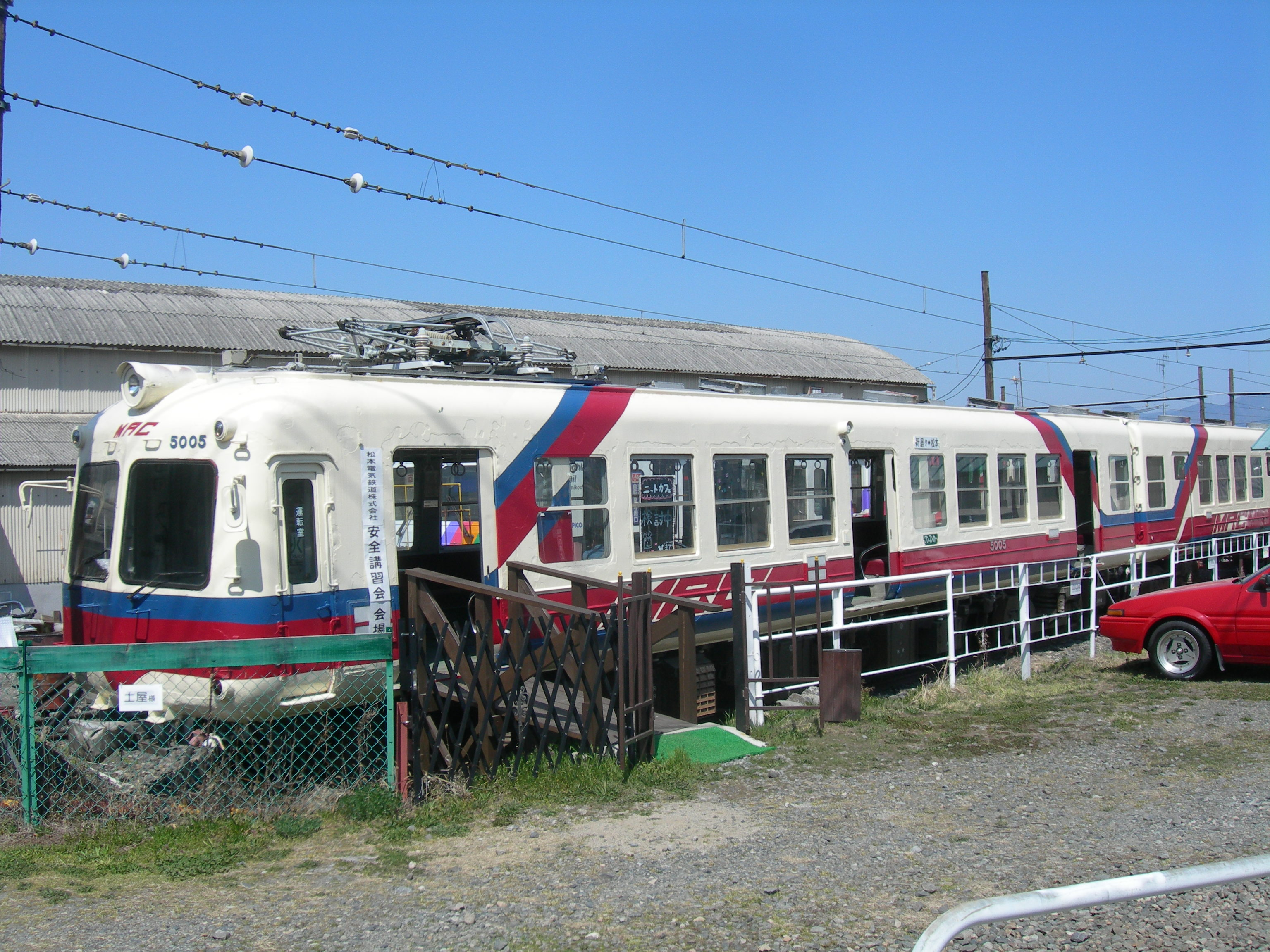
保存されていた5000形（2009年4月）
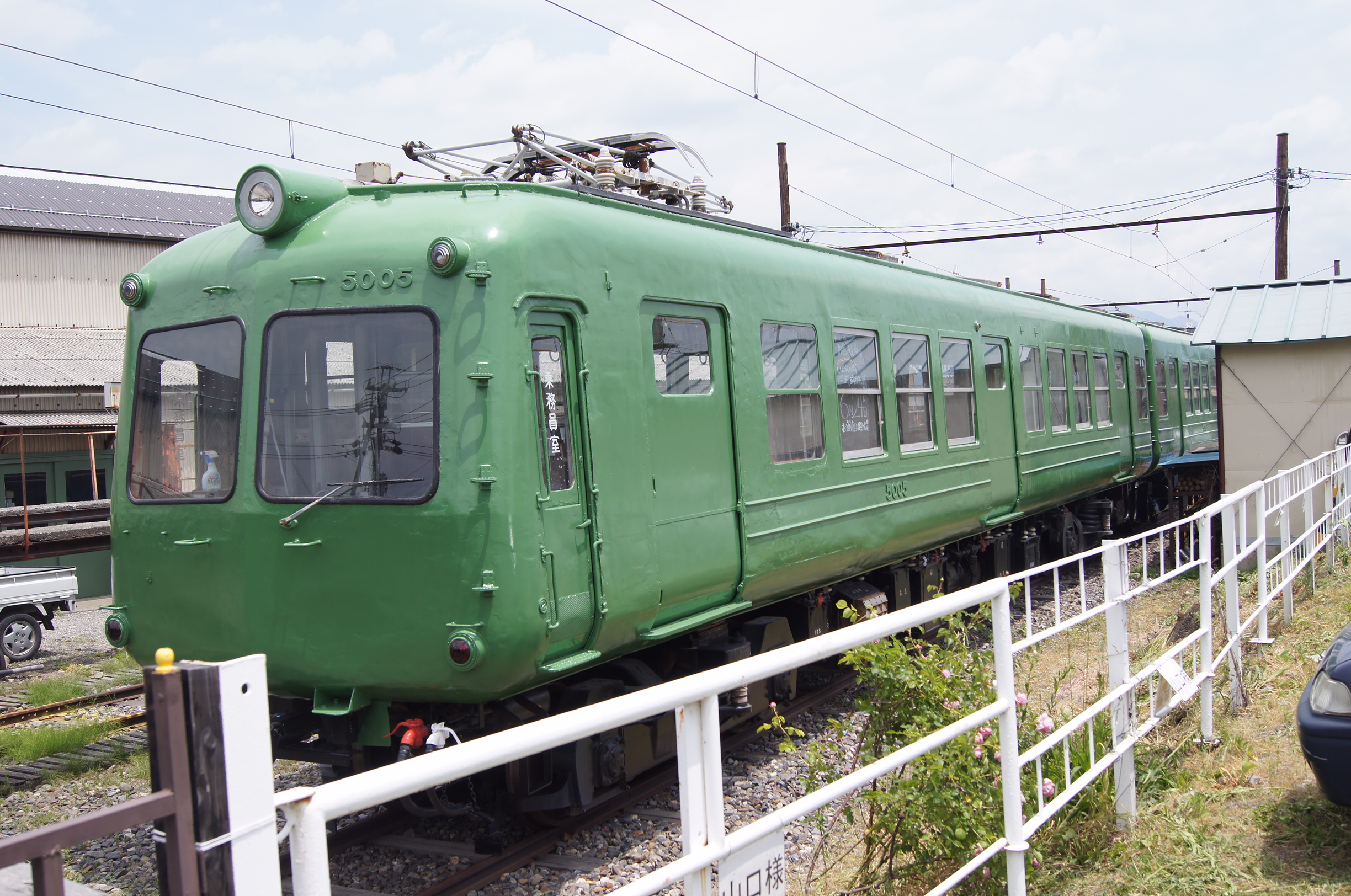
東急色に塗り替えられた5000形（2012年6月）
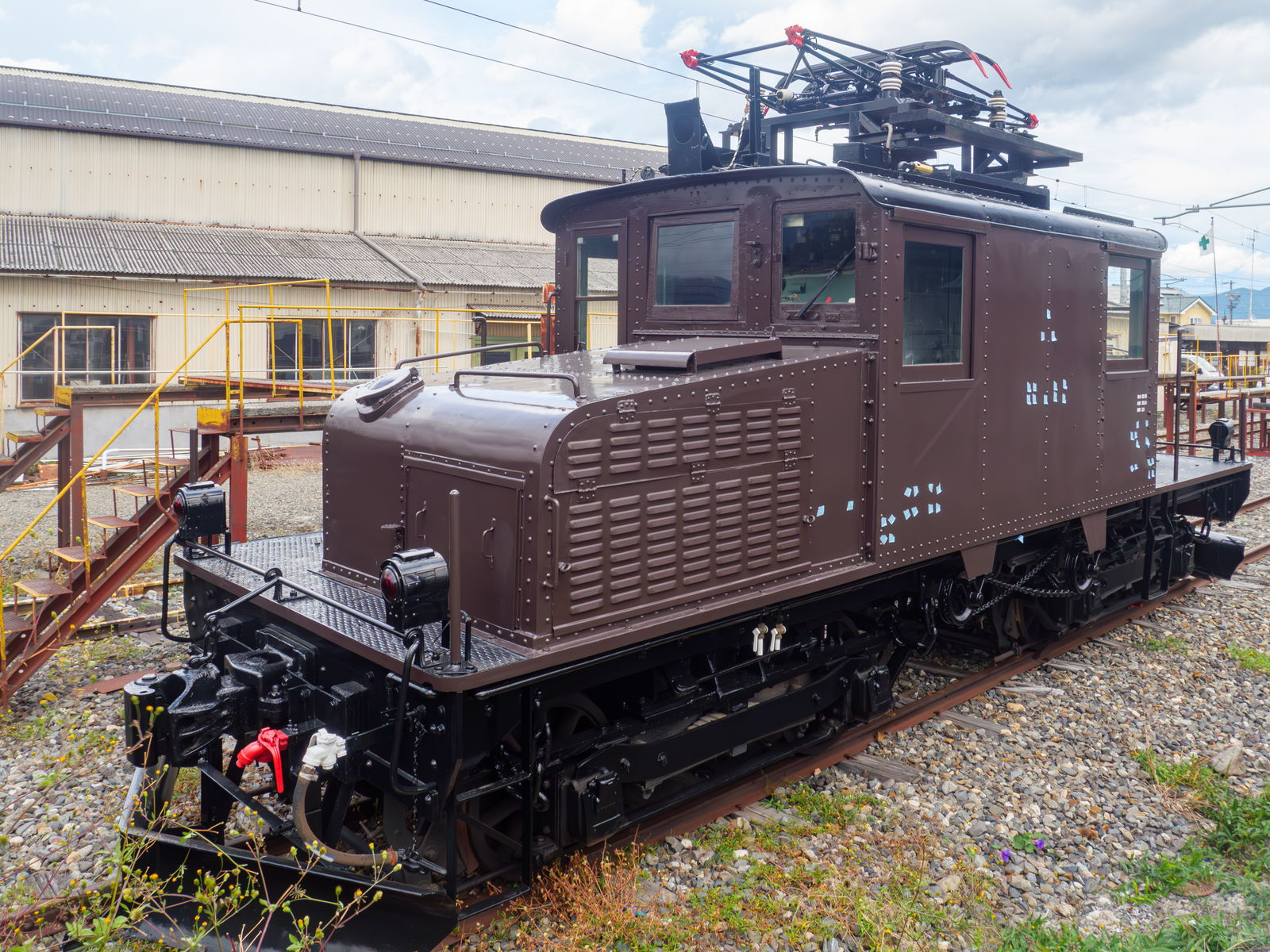
ED301形電気機関車（2024年10月）
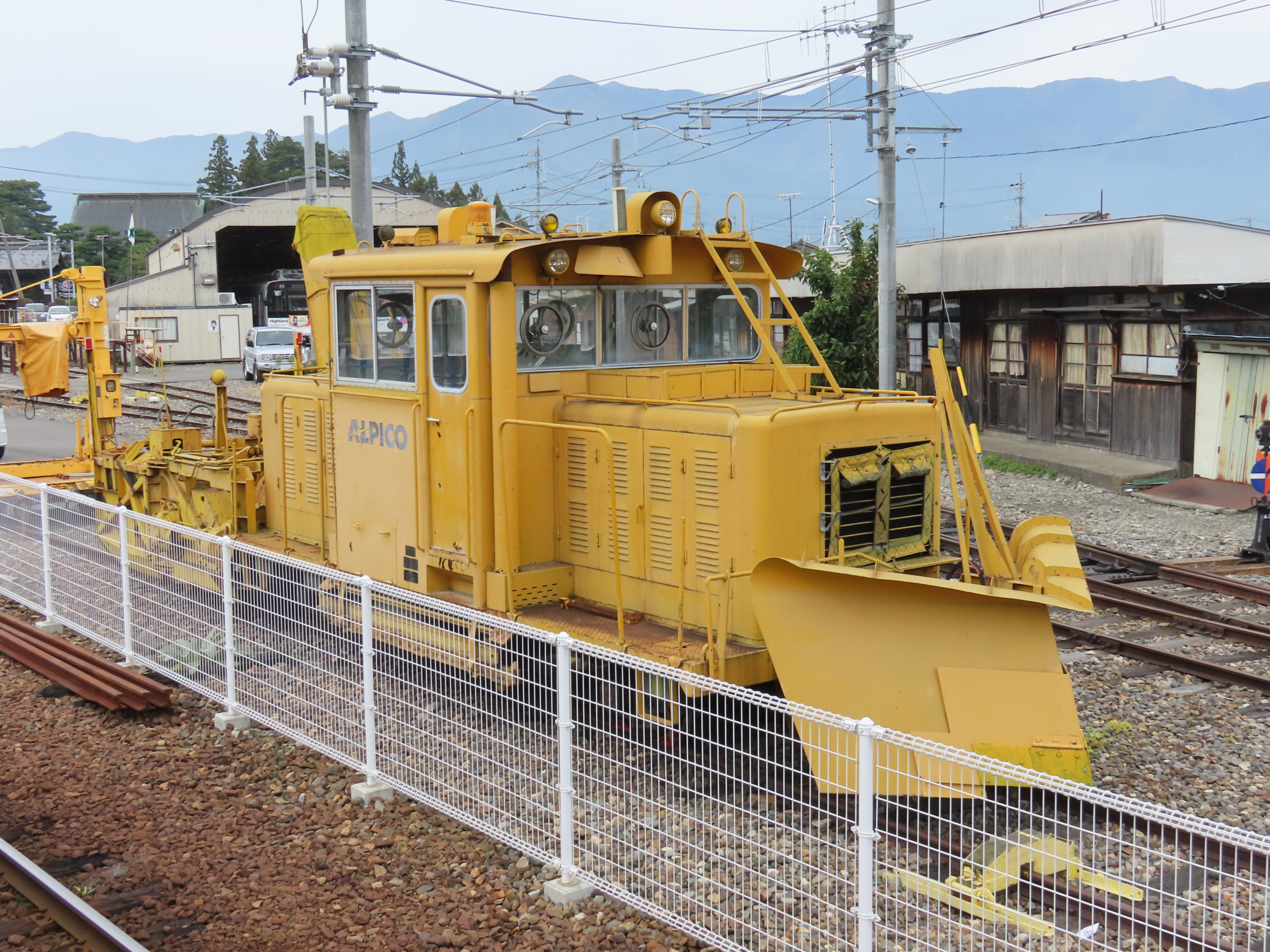
軌道モーターカー（2024年10月）

## 利用状況
「松本市統計書」によると、1日平均の乗車人員は以下の通りである。
| 乗車人員推移 | 乗車人員推移 |
| 年度         | 1日平均人数  |
| ------------ | ------------ |
| 2009         | 107          |
| 2010         | 101          |
| 2011         | 117          |
| 2012         | 123          |
| 2013         | 137          |
| 2014         | 134          |
| 2015         | 137          |
| 2016         | 142          |
| 2017         | 137          |

## 駅周辺
- 国道158号
- 長野県道48号松本環状高家線
- 旧野麦街道
  - 倭橋
- 専称寺
- 岩碕神社
- 新村農村公園
- 南栗林堰
- 南沢
- 上條家門
- 安塚古墳
- 薬師堂
- 穴薬師
- 鬨田記念碑
- 上条信頌徳碑
  - 筑摩鉄道創業者 上條信の記念碑
- パークアンドレールライド駐車場
  - パークアンドライド駐車場ともいう。
- 秋葉原遺跡・秋葉原古墳群
- 中部縦貫自動車道（松本波田道路） - （事業中）

## バス路線
当駅を発着する路線バスは2023年3月31日をもって廃止された。末期は下記の各路線を運行していた。
新村駅
- 松本市西部地域コミュニティバス（2022年4月現在[6]）
  - A線（島内・新村線）：ラーラ松本 行
  - B線（南松本・新村線）：南松本駅 行（一部はイトーヨーカドー(南松本店) 行）
  - C線（梓川・波田線）：アイシティ21 行（一部は波田駅 行）

## 隣の駅
アルピコ交通
■上高地線
北新・松本大学前駅（AK-07） - 新村駅（AK-08） - 三溝駅（AK-09）